# Born and Raised (John Mayer)
Born and Raised è il quinto album in studio del cantautore e chitarrista statunitense John Mayer, pubblicato il 22 maggio 2012.
Inizialmente la pubblicazione era prevista per la fine del 2011, infatti già gran parte delle tracce strumentali erano state registrate e mixate nel corso del 2011, tuttavia  l'uscita dell'album è stata ritardata a causa di un granuloma alle corde vocali dell'artista, per il quale si è dovuto sottoporre ad un'operazione chirurgica.
L'album è stato prodotto da Don Was, già produttore di B.B. King e Rolling Stones.
L'uscita dell'album è stata anticipata dal singolo Shadow Days, pubblicato il 6 marzo 2012.

## Tracce
1. Queen of California – 4:10
2. The Age of Worry – 2:38
3. Shadow Days – 3:53
4. Speak for Me – 3:45
5. Something Like Olivia – 3:01
6. Born and Raised – 4:48
7. If I Ever Get Around to Living – 5:22
8. Love Is a Verb – 2:24
9. Walt Grace's Submarine Test, January 1967 – 5:08
10. Whisky, Whisky, Whisky – 4:39
11. A Face to Call Home – 4:45
12. Born and Raised (Reprise) – 2:01
13. Fool to Love You (traccia bonus) – 2:16